# Pista lornensis
Pista lornensis är en ringmaskart som först beskrevs av Pearson 1969.  Pista lornensis ingår i släktet Pista och familjen Terebellidae. Inga underarter finns listade i Catalogue of Life.